# Saint-Justin (Gers)
Saint-Justin is een gemeente in het Franse departement Gers (regio Occitanie) en telt 139 inwoners (1999). De plaats maakt deel uit van het arrondissement Mirande.

## Geografie
De oppervlakte van Saint-Justin bedraagt 13,2 km², de bevolkingsdichtheid is 10,5 inwoners per km².

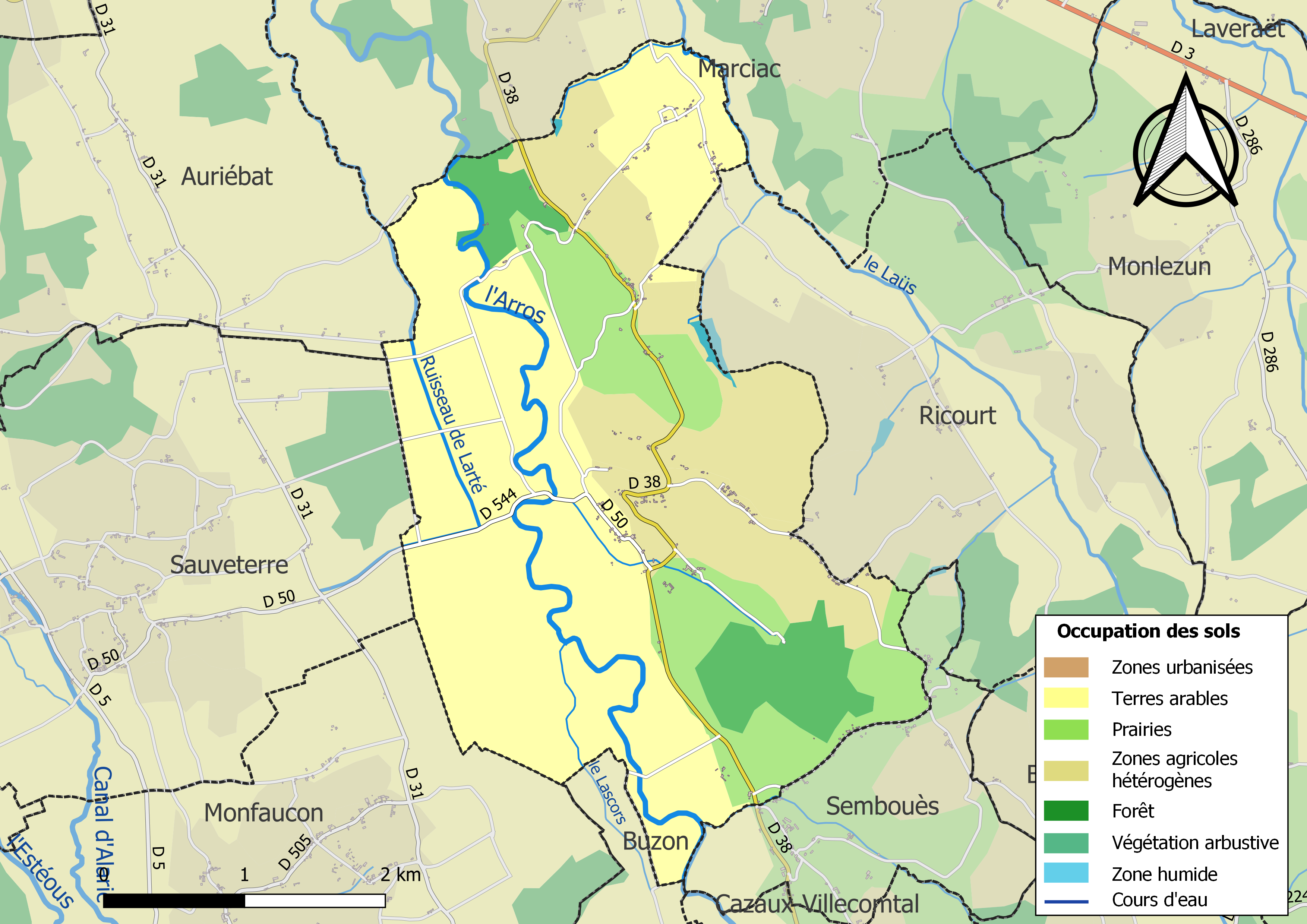
Kaart van de gemeente met belangrijkste infrastructuur, bodemgebruik en omliggende gemeenten

## Demografie
Onderstaande figuur toont het verloop van het inwonertal (bron: INSEE-tellingen).